# Manning Wardle

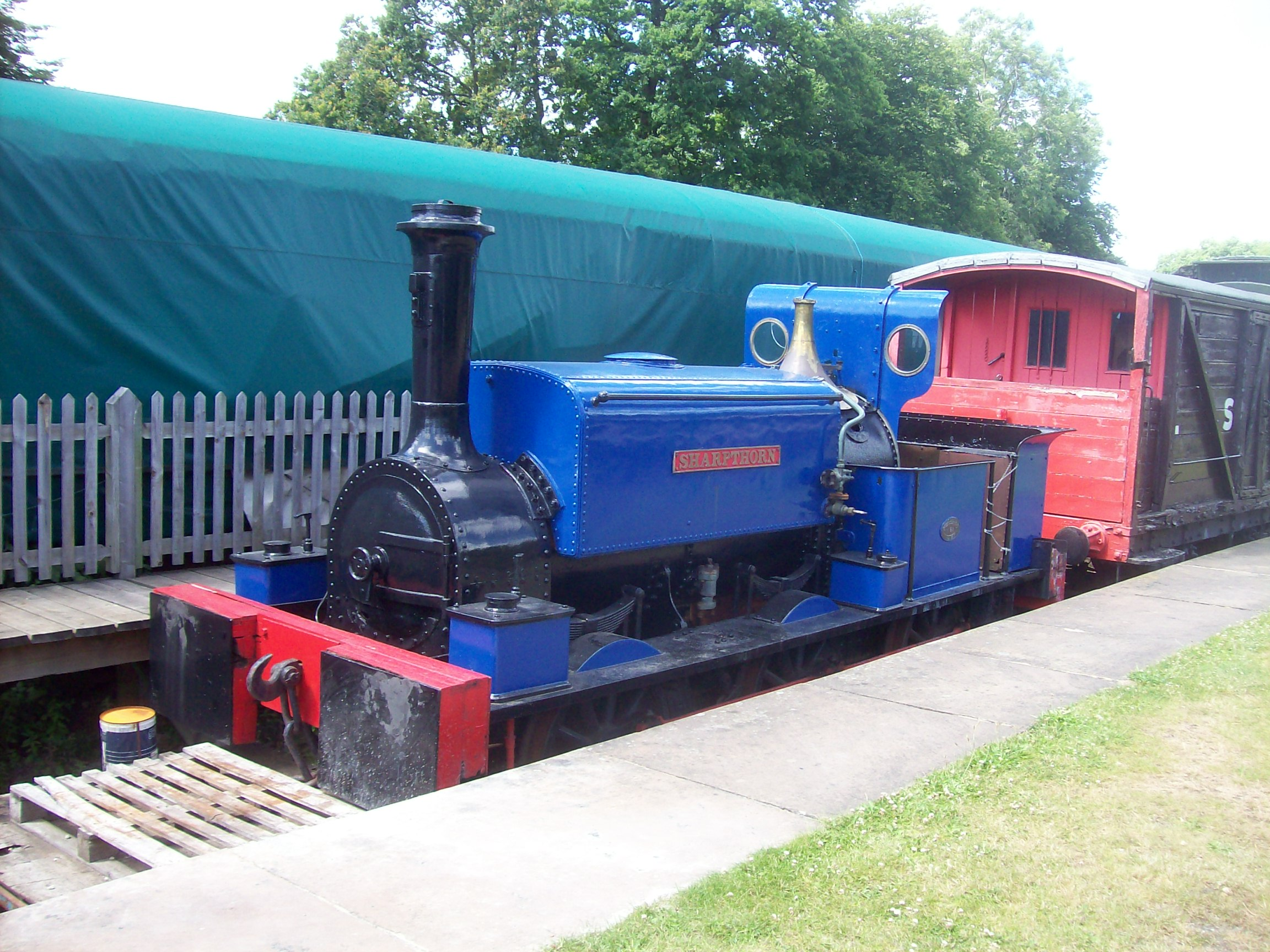
Die 1882 von Manning Wardle gebaute Sharpthorne in Horsted Keynes an der Bluebell Railway

Manning, Wardle and Co. war eine Lokomotivfabrik für Dampflokomotiven in Hunslet, Leeds, West Yorkshire, England.

## Vorgeschichte

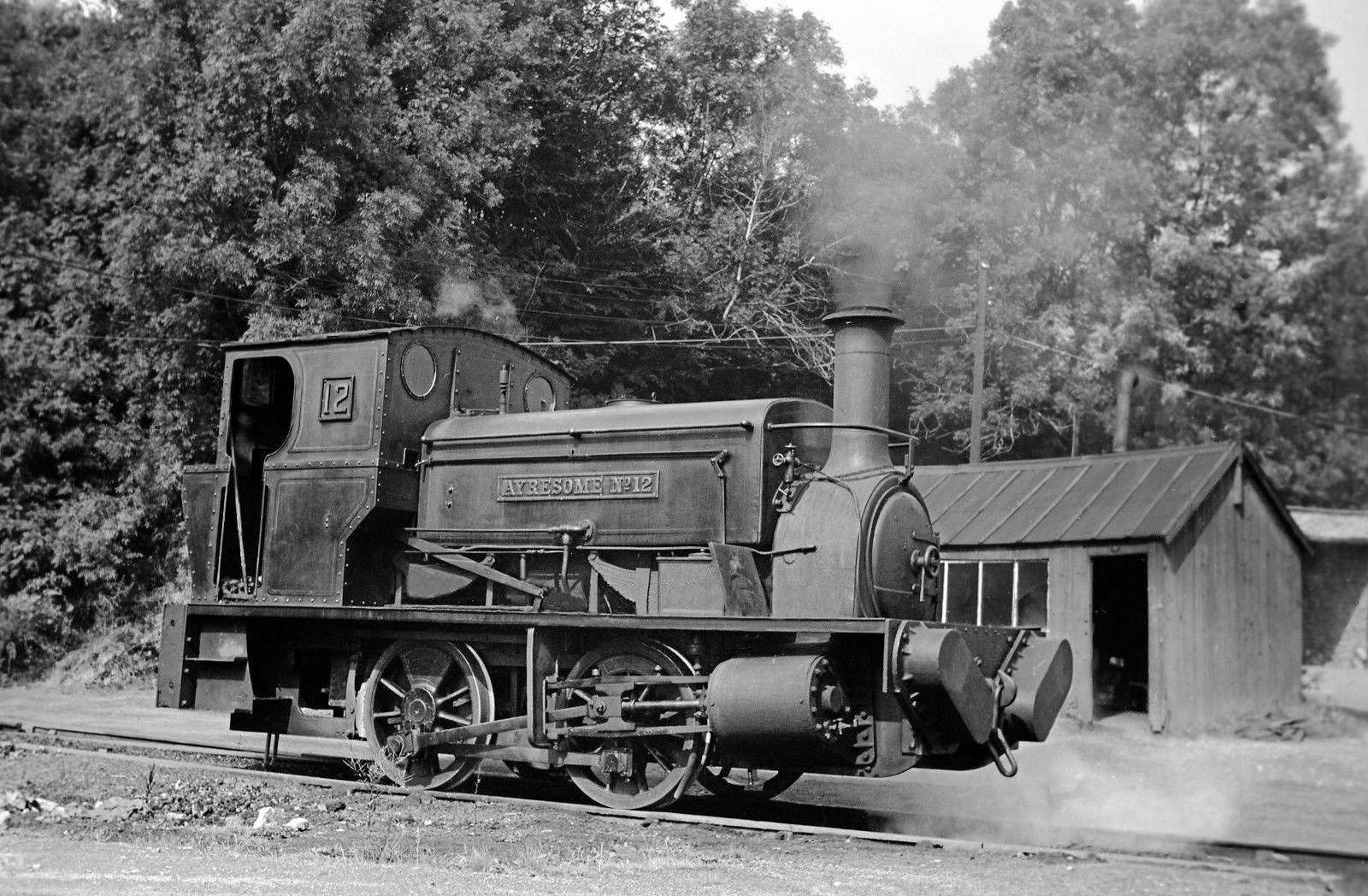
Ayresome Nr. 12 von Manning Wardle & Co. Ltd

Die Stadt Leeds war eines der frühesten Zentren des Lokomotivbaues: Matthew Murray baute 1812 in Holbeck, Leeds, die erste kommerziell erfolgreiche Dampflokomotive, die Salamanca. Nach 1856 entstanden eine Reihe von Lokomotivwerkstätten in der Stadt, darunter die Firma E. B. Wilson and Company in der Pearson Street, Hunslet.

## Manning Wardle
E. B. Wilson and Company wurde 1858 gegründet. Deren Entwürfe wurden von Manning, Wardle and Co. gekauft, die ihre 1840 gegründete Maschinenwerkstatt in der Jack Lane im Bezirk Hunslet der Stadt hatte. In den nächsten Jahren eröffneten in der Jack Lane zwei weitere Unternehmen, die Hunslet Engine Company und die Hudswell, Clarke & Company. Das Personal wechselte oftmals zwischen den drei Unternehmen, was zu ähnlichen Designs der Produkte aller drei Firmen führte. Während Hudswell Clarke und Hunslet Engine Company eine Vielzahl von Loktypen bauten, konzentrierte sich Manning Wardle auf Lokomotiven, die von den Auftragnehmern für spezielle Einsätze bestellt wurden, sowie auf alle Arten von Lohnarbeiten.
Viele Manning Wardle-Lokomotiven – in Normalspur und verschiedenen Schmalspur-Spurweiten – wurden nach Europa, Afrika, in den Mittleren Osten wie die Class M für Palestine Railways, nach Indien, Australien und Neuseeland (NZR Class Wh) sowie Südamerika geliefert.

## Niedergang und Schließung
Das Unternehmen baute während seines Bestehens in traditioneller Bauweise. Es wurde versäumt, die Vorteile der effizienten Massenproduktion zu übernehmen. Als Ergebnis war Manning Wardle nicht mehr wettbewerbsfähig. Das Unternehmen stellte den Betrieb nach der Herstellung von mehr als 2.000 Dampflokomotiven 1927 ein.
Die letzte vollständige Lok war Nr. 2047, eine C-gekuppelte Normalspurtenderlok für die Rugby Cement Works im August 1926. Diese Lokomotive wurde im Kidderminster Railway Museum aufbewahrt und nach Bridgnorth überstellt. Dort wurde die Lok zerlegt. Sie soll betriebsfähig hergerichtet werden, wozu ein neuer Kessel notwendig ist. Die Demontage begann im September 2011, der alte Kessel wurde in die Werkstatt der Severn Valley Railway gebracht, die nach dem alten Vorbild einen Neubaukessel herstellt.
Die erste argentinische Lokomotive, La Portena aus dem Jahre 1857, ist ebenfalls erhalten. Sie sollte am 17. Oktober 2007 zum 150. Jahrestag der Jungfernfahrt wieder in Betrieb genommen werden, was nicht nachgewiesen werden kann.
Ein B-Kuppler mit der Fabriknummer 1248 aus dem Jahre 1892 ist bei der Krøderbane in Norwegen betriebsfähig erhalten.

## Verkauf der Pläne, Namensrechte
Nach der Betriebsschließung hat das Unternehmen Zeichnungen, Pläne, Ausrüstung und Kunden an Kitson & Co. weitergegeben, die 23 Loks nach Plänen von Manning Wardle bauten. Diese Firma schloss 1938. Danach übernahm Robert Stephenson and Hawthorne die Rechte, die weitere fünf Loks nach den Plänen von Manning Wardle baute. Heute sind die Pläne von Manning Wardle Eigentum von Hunslet-Barclay, die weiterhin Dienstleistungen für die Bahnindustrie mit Sitz in Kilmarnock, Schottland, anbietet. Die Rechte am geistigen Eigentum für die Entwürfe der historischen Lokomotive werden von Hunslet Engine Company gehalten.
Der Markenname Manning Wardle wird von einer 1999 gegründete Firma gehalten, um den Namen für die Lynton and Barnstaple Railway zu erhalten. Diese betrieb von 1898 bis 1935 die berühmtesten Produkte der ehemaligen Firma, die 1 C 1 – Schmalspurtenderlokomotiven Exe, Taw, Yeo und Lew.